# آرد

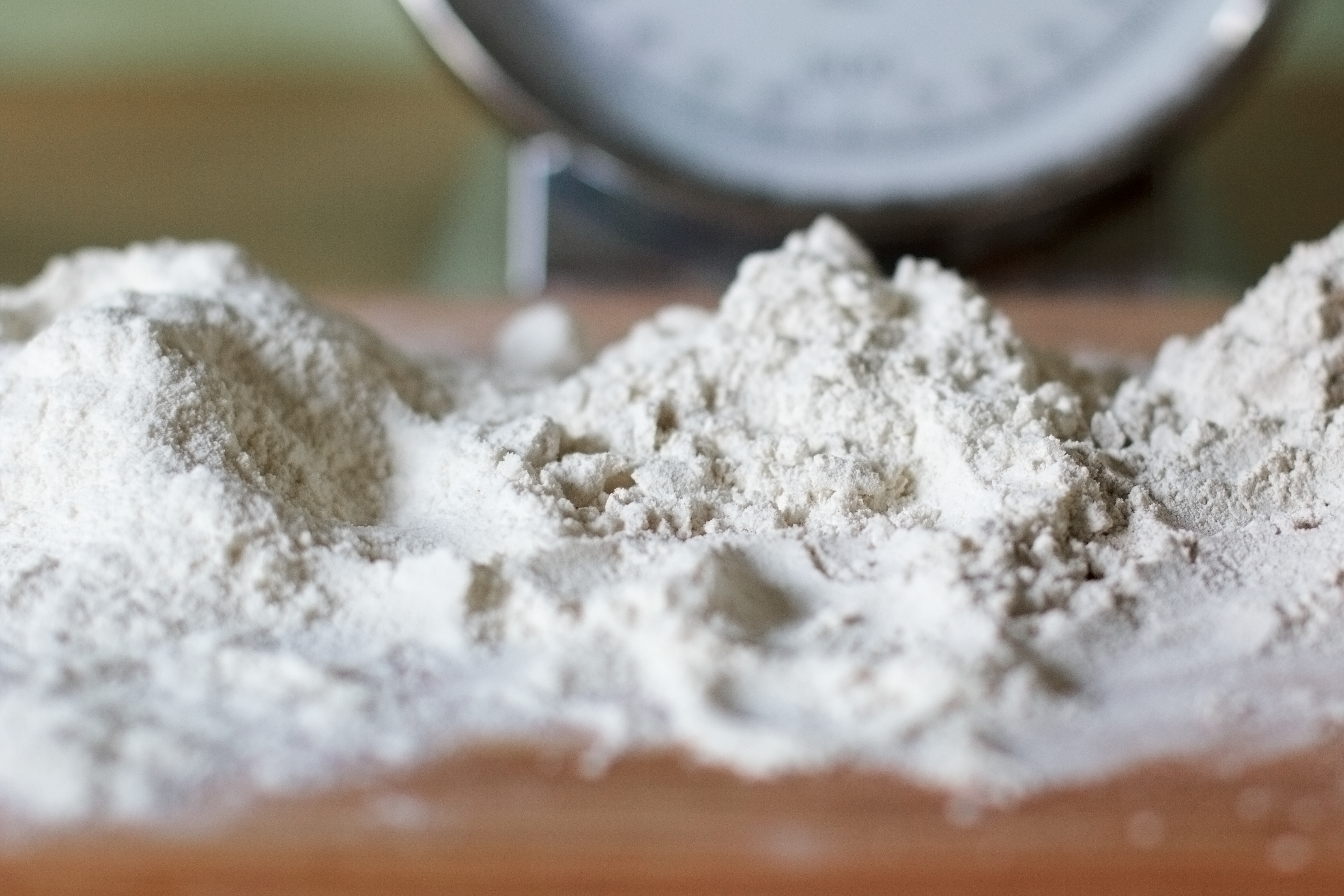
آرد.

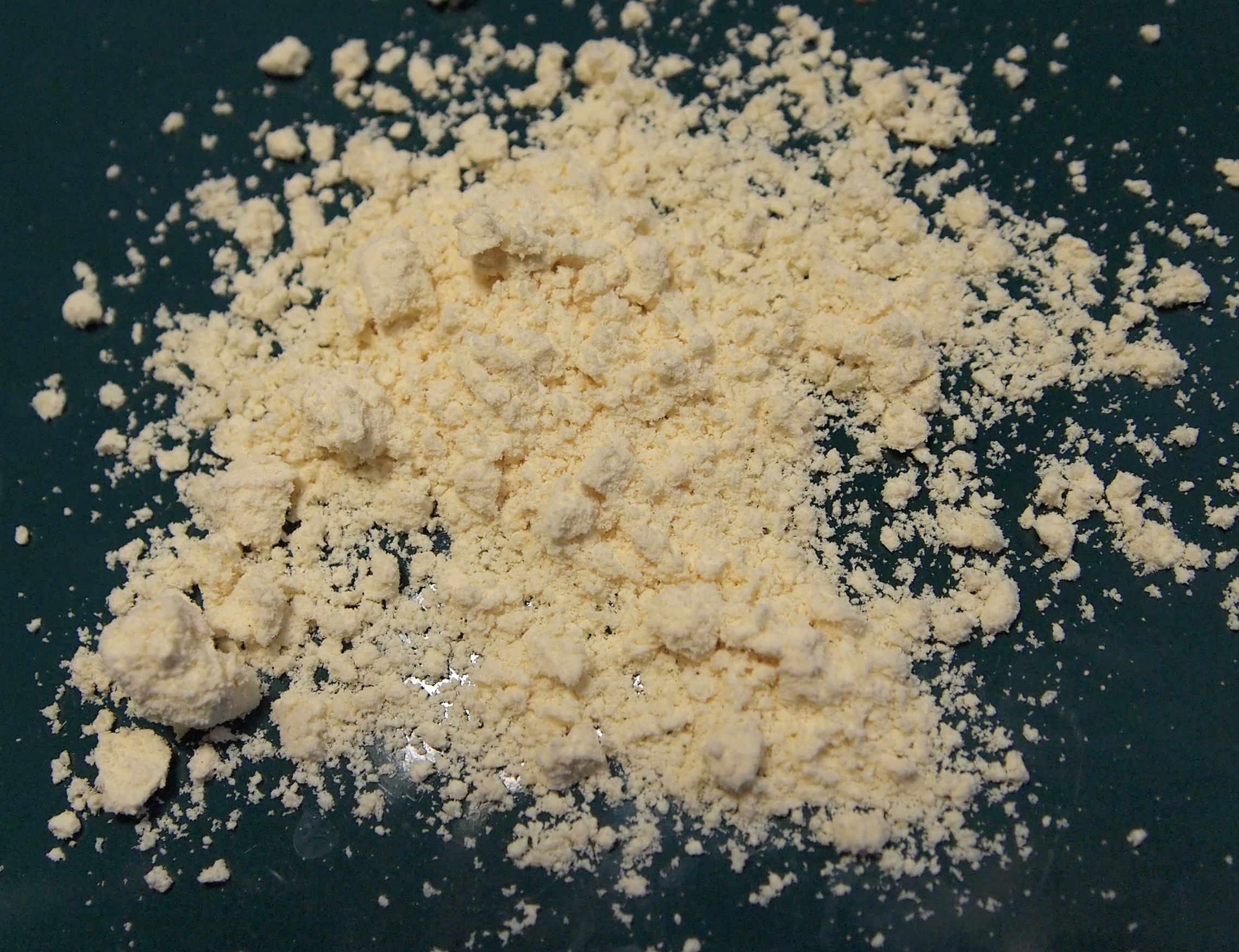
کیناکو.

آرد، نرمه و آس‌کرده یا نرم‌کوفتهٔ حبوباتی چون جو و گندم و برنج و نخود و باقلا است و یکی از اجزای مهم در پخت غذاها به‌شمار می‌آید. آرد مادهٔ پودر مانندی است که از دانهٔ غلات یا سایر مواد نشاسته‌ای بدست می‌آید. بیش‌تر آرد را از آسیاب نمودن دانهٔ گندم می‌سازند؛ ولی از دانهٔ ذرت، گندم سیاه یا (چاودار)، جو، نخود و برنج هم آرد ساخته می‌شود.

## فرایند تولید آرد در کارخانه آرد
در کارخانه‌های آرد، گندم پس ازبوجاری اولیه، بوجاری ثانویه، پوستگیر، نَمزن، خرد کردن توسط دستگاه والس، الک ،کامبیناتور و در نهایت تولید و کیسه‌گیری انجام می‌گردد.
انواع آرد:
سمولینا، نول، خبازی، ستاره

## پیرامون واژه
ریشهٔ واژهٔ آرد از زبان پارسی پهلوی است. همچنین آرد به معنای روز ۲۵ ماه خورشیدی نیز به کار می‌رود، که در این معنی کوتاه شدهٔ آراد است. آرد در اشعار شاعران نیز بسیار به‌کار رفته‌است. برای نمونه در چامه‌ای از ناصرخسرو آمده‌است:
| گیا همچو دانه ست و ما آرد او |  | چو بندیشی و این جهان آسیاست |

## پیشینه
در گذشته با ساییدن دو تکه سنگ گندم را آسیاب می‌کردند. با گذشت زمان دیگر از جانوران برای چرخاندن سنگ آسیاب بهره گرفته‌شد. کم‌کم آسیاب‌های بادی و آبی نیز به کار گرفته شدند تا امروز که فراوری آرد در کارخانجات انجام می‌شود.
مردمان شهرنشینی جیرفت ایران نزدیک به ۵۰۰۰ سال پیش، آرد را برای خوراک به کار می‌برده‌اند.

## چیستی
بنیاد آرد را نشاسته می‌سازد که خود، یکی از پیچیده‌ترین گونه‌های کربوهیدرات می‌باشد. هنگامی که این آرد را با آب مخلوط می‌کنیم، گونه‌ای پروتئین پیچیده به نام گلوتن ساخته می‌شود. وجود گلوتن به خمیر ویژگی کشسانی می‌دهد و می‌توان آن را به هر ریختی درآورد. همین ویژگی گلوتن، سبب می‌شود که گازهای فراور، درون خمیر به‌جا بمانند و بودن این گازهاست که سبب تردی و حالت اسفنجی فراورده پایانی می‌گردد. این ویژگی آرد گندم در پخت نان و کیک بسیار برجسته‌است.

## انواع و گونه‌ها
- آرد گندم
- آرد سفید: بخش درونی گندم
- آرد کامل گندم: براساس استاندارد ۱–۱۰۳ آردی که تقریباً از تمامی اجرای دانه گندم تهیه می‌شود را آرد کامل می‌نامند و هر چه میزان سبوس در آرد بیشتر باشد رنگ آن را تیره‌تر می‌نماید. از این آرد برای تهیه نان‌های سبوس‌دار (تیره) استفاده می‌شود. توجه: براساس توصیه سازمان بهداشت جهانی، نیاز روزانه انسان به فیبر (سبوس یا الیاف گیاهی و مواد سلولزی) حداقل ۳۰ گرم است، ولی هم‌اکنون فیبر دریافتی روزانه مردم ایران تنها ۸ گرم است.
- آرد جوانه گندم: آردی از بخش نشاسته‌ای و جوانه بدون سبوس
- آرد ذرت
- آرد گندم سیاه
- آرد برنج
- آرد نخودچی
- آرد سویا
- دیگر آردها شامل سویا، نشاسته، سیب‌زمینی و…

## فراورده‌های آردی
نان، پاستا، بیسکویت، پیراشکی، کلوچه و انواع کیک همگی از آرد ساخته می‌شوند. از آرد در تهیه خوراک‌ها هم استفاده می‌شود. برای غلیظ کردن انواع غذاها مانندسس‌ها به آن‌ها آرد افزوده می‌شود. آرد ذرت در تهیهٔ بسیاری از پودینگ‌ها به کار برده می‌شود.